# 潘瑀
潘瑀（越南语：／；1889年—1962年），越南阮朝官員。

## 生平
潘瑀是乂安省演州府東城縣蔡舍總蔡舍社（今屬乂安省安城縣仁城社）人，成泰元年（1889年）出生。維新三年（1909年），參加乂安場鄉試，考中解元。次年（1910年），會試中格，庭試考中副榜。後任富安督學。保大初，任鴻臚寺卿，領吏部郎中。保大八年（1933年）正月，升授河靜按察使。